# Jüdischer Friedhof (Minden)

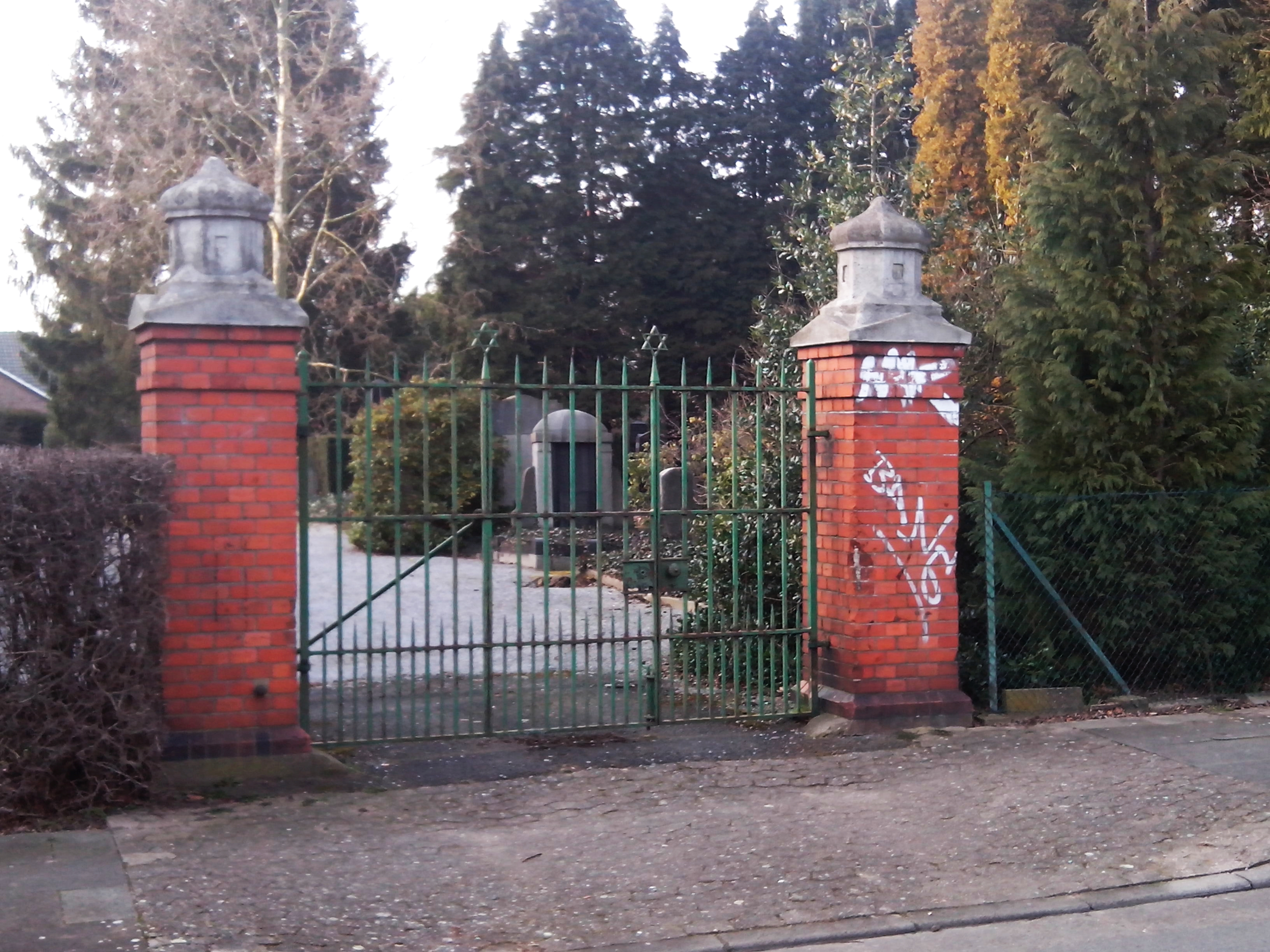
Eingang des jüdischen Friedhofs in Minden

Der Jüdische Friedhof liegt in der ostwestfälischen Stadt Minden im Kreis Minden-Lübbecke in Nordrhein-Westfalen. Er befindet sich im südlichen Teil der Stadt und gehört zur Friedhofsverwaltung der Stadt Minden. Verwaltet wird der Friedhof von der jüdischen Kultusgemeinde Minden.

## Geschichte
Bis zum Pestpogrom am 21. Juli 1350 gab es eine erste Bestattungsstelle für die Mitglieder der jüdischen Gemeinde in Minden, den Judenfriedhof vor dem Simeonstor. Er ist aus dem Stadtbild verschwunden. Nach dem Friedhof vor dem Simeonstor, der vermutlich bis zu Beginn des 14. Jahrhunderts belegt wurde, gab es ab dem 18. Jahrhundert noch zwei weitere jüdische Friedhöfe. Ein größerer Friedhof befand sich nordwestlich, ein kleinerer nordöstlich des Marientores. Hier konnte die jüdische Gemeinde zu Minden noch bis etwa 1820 ihre Toten bestatten. Nachdem die jüdischen Friedhöfe von Minden dem damaligen Ausbau der Stadtbefestigung weichen mussten, wurden anschließende Bestattungen nur noch auf dem jüdischen Friedhof in Hausberge durchgeführt. Hier wurden sowohl Bestattungen aus der jüdischen Gemeinde in Hausberge als auch der aus Minden durchgeführt. Die Gräberfelder waren räumlich voneinander getrennt. 1895 erwarb die jüdische Gemeinde zu Minden ein 5000 Quadratmeter großes Grundstück. Damit besaß die Mindener Gemeinde wieder einen eigenen Friedhof, den heute noch genutzten Friedhof am Erikaweg. Hier finden sich über 100 Grabsteine (Mazewot).